# Моята супер бивша
„Моята супер бивша“ (на английски: My Super Ex-Girlfriend) е американска комедия от 2006 г. на режисьора Айвън Райтман, с участието на Ума Търман, Люк Уилсън, Ана Фарис, Еди Изард, Рейн Уилсън и Уанда Сайкс.